# Friedrichsbad (Zwintschöna)
Das Friedrichsbad ist ein See in der Gemeinde Kabelsketal östlich der Stadt Halle (Saale) zwischen Zwintschöna und Reideburg und ist eine durch ansteigendes Grundwasser und Niederschlagswasser gefüllte ehemalige Kiesgrube.
Das Gewässer hat eine Fläche von 5 ha, und einen natürlichen/naturnahen Strand von etwa 250 Meter Länge.  Es hat eine mittlere Wassertiefe von 2 Metern und eine maximale Wassertiefe von 7 Metern. Die Wasseraustauschzeit liegt unter 30 Tagen und das Gewässer neigt zu massiven Entwicklungen von Wasserpflanzen. Im See auf der Wasserfläche gibt es einen Sprungturm mit 3-Meter- und 1-Meter-Sprungbrettern. Der See wird als Freibad genutzt, das wie das Karlsbad Angersdorfer Teiche seit 2021 von einem privaten Betreiber bewirtschaftet wird. Auf dem Gelände befinden sich Gastronomie, ein Campingplatz, Bootsverleih, verschiedene Spiel- und Sportplätze sowie Grillplätze zur Eigennutzung durch Gäste.
Das Friedrichsbad dient neben dem Badebetrieb auch als Angelgewässer. Wenige Meter westlich liegt über die Straße der Gänseteich Zwintschöna, mit einer Fläche von etwa 1 ha. Das Verbandsgewässer des Halleschen Anglervereins dient ausschließlich als Angelgewässer.